# Большая Хоста
Большая Хоста (Восточная Хоста) — река бассейна Чёрного моря, приток Хосты, протекает по территории Городского округа Сочи Краснодарского края. Длина реки Большая Хоста составляет 17 километров, площадь водосборного бассейна — 46,4 км².

## Описание
Река Восточная Хоста начинается на южном склоне Большого Кавказа на территории городского округа Сочи Краснодарского края на хребте Алек. Течёт в южном направлении. Сливаясь с Малой Хостой, образует реку Хосту. Высота устья — 39,4 м над уровнем моря.
Основной приток — река Сухая Балка — впадает слева. Ниже её устья на реке расположен Верхнехостинский каньон протяжённостью в один километр. В своём нижнем течении река Большая Хоста образует живописный  Навалишенский каньон.

## География
На левобережье верховий Большой Хосты находится населённый пункт Воронцовка. В междуречье Большой и Малой Хосты лежат Калиновое Озеро, Илларионовка, Хлебороб. В низовьях по левому берегу реки — село Красная Воля.

## Флора и Фауна
В лесах бассейна Большой Хосты преобладает бук.